# Def Leppard
Def Leppard je britanska glasbena rock skupina iz Sheffielda v Angliji, ki se je pojavila v poznih 70. letih 20. stoletja kot del novega vala britanskega heavy metala.Leta 1992 so skupino sestavljali Rick Savage (Bas,spremljevalni vokali),Joe Elliott (Glavni vokali),Rick Allen (Bobni,spremljevalni vokali),Phil Collen (Kitara,spremljevalni vokali) in Vivian Campbell (Kitara,spremljevalni vokali).To je bandova najstarejša zasedba.Def Leppard so prodali več kot 100 milijonov plošč po vsem svetu in še dva albuma z RIAA diamond certification, Pyromania in Hysteria.

## Člani

### Zdajšnji člani
- Rick Savage - bas kitara, spremljevalni vokal,dodatna kitara,dodatne klaviature(1977-danes)
- Joe Elliott - vokal,dodatna kitara,dodatne klaviature (1977-danes)
- Rick Allen - bobni, tolkala, spremljevalni vokal (1978-danes)
- Phil Collen - kitara, spremljevalni vokal (1982-danes)
- Vivian Campbell - kitara, spremljevalni vokal (1992-danes)

### Nekdanji člani
- Tony Kenning - bobni, tolkala (1977-1978)
- Pete Willis - kitara, spremljevalni vokal (1977-1982)
- Steve Clark - kitara, spremljevalni vokal (1978-1991)
- Frank Noon - bobni, tolkala (1978)

## Diskografija
- On Through the Night (1980)
- High 'n' Dry (1981)
- Pyromania (1983)
- Hysteria (1987)
- Adrenalize (1992)
- Slang (1996)
- Euphoria (1999)
- X (2002)
- Yeah! (2006)
- Songs from the Sparkle Lounge (2008)
- Mirrorball: Live & More (2011)
- Def Leppard (2015)
- Diamond Star Halos (2022)